# Cormocephalus ungueserratus
Cormocephalus ungueserratus är en mångfotingart som beskrevs av Karl Wilhelm Verhoeff 1941. Cormocephalus ungueserratus ingår i släktet Cormocephalus och familjen Scolopendridae.
Artens utbredningsområde är Tanzania. Inga underarter finns listade i Catalogue of Life.